# نیل رابرتسن
نیل رابرتسون (انگلیسی: Neil Robertson؛ زادهٔ ۱۱ فوریهٔ ۱۹۸۲) اسنوکرباز حرفه‌ای چپ‌دست اهل استرالیا و شمارهٔ یک پیشین اسنوکر جهان است. او تنها استرالیایی است که در یک رویداد اسنوکر که به‌طور مستقیم در رتبه‌بندی مؤثر است، به عنوان قهرمانی دست یافته‌است(٢۶ عنوان قهرمانی).
او همچنین تنها بازیکن غیر بریتانیایی است که سه‌گانهٔ قهرمانی جهان، بریتانیا و مسترز (موسوم به سه تاج) را در کارنامه دارد.
او قهرمانی جهان را در سال ۲۰۱۰، قهرمانی مسابقات مسترز را در سالهای ۲۰۱۲ و ۲۰۲۲ و قهرمانی مسابقات بریتانیا را در سال‌های ۲۰۱۳، ۲۰۱۵ و ۲۰۲۲ کسب کرده‌است. او در طول دوران حرفه ای خود ٢۶ عنوان قهرمانی مؤثر در رنکینگ اسنوکر را به‌دست آورده و از سال ۲۰۰۶ تا ٢٠٢٢ سالانه حداقل در یکی از مسابقات حرفه ای اسنوکر به مقام قهرمانی دست یافته‌است.
بریک زن ماهر، نیل رابرتسون بیش از ۸۰۰ بریک صد در رقابت‌های حرفه ای اسنوکر (شامل۵ بریک ماکزیمم) در کارنامه خود دارد و از این حیث پس از رونی سالیوان، جان هیگینز و جاد ترامپ، چهارمین بازیکن حرفه ای در تاریخ اسنوکر است که به ۸۰۰ بریک صد دست یافته‌است.
او در فصل ۲۰۱۴–۲۰۱۳ با ثبت ۱۰۳ بریک صد اولین بازیکنی شد که به رکورد ۱۰۰عدد بریک صد در یک تک فصل دست یافته‌است.

## دوران غیر حرفه ای
دستاوردهای دوران آماتوری رابرتسون شامل پیروزی در مسابقات قهرمانی زیر ۱۸ سال استرالیا و همچنین تبدیل شدن به جوان‌ترین بازیکنی که در ۱۴ سالگی در مسابقات مؤثر در رنکینگ استرالیا بریک سنچری ثبت کرد.
او در عرض دو سال حرفه ای شد. به اولین مرحله یک چهارم نهایی مسابقات رنکینگی در مسابقات مسترز اروپا رسید و از اسطوره جیمی وایت ۶–۲ شکست خورد.
در سال ۲۰۰۵ او برای اولین بار در مسابقات قهرمانی جهان در شفیلد به میدان رفت و با نتیجه ۱۰ بر ۷ مغلوب استیون هندری شد و یک سال بعد برای اولین بار به جمع ۱۶ بازیکن برتر جهان راه یافت.

## فینال‌ها
===فینال‌های مؤثر در رتبه: ٣٩ (٢۶ عنوان قهرمانی)
بنازم به این قهرمانی‌ها…===
| فهرست اختصارات            |
| ------------------------- |
| قهرمانی اسنوکر جهان (۱–۰) |
| قهرمانی بریتانیا (۳–۰)    |
| دیگر فینال‌ها (٢٢–۱۳)      |

| نتیجه       | شماره | سال  | رویداد                     | حریف در فینال  | امتیاز |
| ----------- | ----- | ---- | -------------------------- | -------------- | ------ |
| قهرمان      | ۱.    | ۲۰۰۶ | گرند پری                   | جِیمی کوپ       | ۹–۵    |
| قهرمان      | ۲.    | ۲۰۰۷ | آزاد ولز                   | اندرو هیگینسون | ۹–۸    |
| قهرمان      | ۳.    | ۲۰۰۸ | قهرمانی بحرین              | متیو استیونز   | ۹–۷    |
| قهرمان      | ۴.    | ۲۰۰۹ | گرند پری (2)               | دینگ جونهوی    | ۹–۴    |
| قهرمان      | ۵.    | ۲۰۱۰ | قهرمانی اسنوکر جهان        | گریم دات       | ۱۸–۱۳  |
| قهرمان      | ۶.    | ٢٠١٠ | آزاد جهان (3)              | رونی سالیوان   | ۵–۱    |
| نایب قهرمان | ۱.    | ۲۰۱۲ | تور قهرمانی بازیکنان       | استیون لی      | ۰–۴    |
| نایب قهرمان | ۲.    | ۲۰۱۲ | قهرمانی بین‌المللی          | جاد ترامپ      | ۸–۱۰   |
| نایب قهرمان | ٣.    | ٢٠١٣ | تور قهرمانی بازیکنان (2)   | دینگ جونهوی    | ۳–۴    |
| قهرمان      | ۷.    | ۲۰۱۳ | آزاد چین                   | مارک سلبی      | ۱۰–۶   |
| قهرمان      | ۸.    | ۲۰۱۳ | ووشی کلاسیک                | جان هیگینز     | ۱۰–۷   |
| نایب قهرمان | ۴.    | ۲۰۱۳ | آزاد گلدفیلدز استرالیا     | مارکو فو       | ۶–۹    |
| قهرمان      | ۹.    | ۲۰۱۳ | قهرمانی بریتانیا           | مارک سلبی      | ۱۰–۷   |
| نایب قهرمان | ۵.    | ۲۰۱۴ | آزاد چین                   | دینگ جونهوی    | ۵–۱۰   |
| قهرمان      | ۱۰.   | ۲۰۱۴ | ووشی کلاسیک (2)            | جو پِری         | ۱۰–۹   |
| نایب قهرمان | ۶.    | ۲۰۱۴ | آزاد گلدفیلدز استرالیا (2) | جاد ترامپ      | ۵–۹    |
| قهرمان      | ۱۱.   | ۲۰۱۵ | قهرمانی بریتانیا (2)       | لیانگ ونبو     | ۱۰–۵   |
| نایب قهرمان | ۷.    | ۲۰۱۶ | آزاد ولز                   | رونی سالیوان   | ۵–۹    |
| قهرمان      | ۱۲.   | ۲۰۱۶ | ریگا مسترز                 | مایکل هولت     | ۵–۲    |
| قهرمان      | ۱۳.   | ۲۰۱۷ | آزاد اسکاتلند              | کائو یوپنگ     | ۹–۸    |
| قهرمان      | ۱۴.   | ۲۰۱۸ | ریگا مسترز (2)             | جک لیزوسکی     | ۵–۲    |
| نایب قهرمان | ۸.    | ۲۰۱۸ | قهرمانی بین‌المللی (2)      | مارک آلن       | ۵–۱۰   |
| قهرمان      | ۱۵.   | ۲۰۱۹ | آزاد ولز (2)               | استوارت بینگام | ۹–۷    |
| نایب قهرمان | ۹.    | ۲۰۱۹ | قهرمانی بازیکنان (3)       | رونی سالیوان   | ۴–۱۰   |
| نایب قهرمان | ۱۰.   | ۲۰۱۹ | تور قهرمانی                | رونی سالیوان   | ۱۱–۱۳  |
| قهرمان      | ۱۶.   | ۲۰۱۹ | آزاد چین (2)               | جک لیزوسکی     | ۱۱–۴   |
| قهرمان      | ۱۷.   | ۲۰۲۰ | مسترز اروپا                | ژو یولونگ      | ۹–۰    |
| نایب قهرمان | ۱۱.   | ۲۰۲۰ | مسترز آلمان                | جاد ترامپ      | ۶–۹    |
| قهرمان      | ۱۸.   | ۲۰۲۰ | گراند پری جهانی            | گریم دات       | ۱۰–۸   |
| نایب قهرمان | ۱۲.   | ۲۰۲۰ | آزاد انگلیس                | جاد ترامپ      | ۸–۹    |
| قهرمان      | ۱۹.   | ۲۰۲۰ | قهرمانی بریتانیا (3)       | جاد ترامپ      | ۱۰–۹   |
| قهرمان      | ۲۰.   | ۲۰۲۱ | تور قهرمانی                | رونی سالیوان   | ۱۰–۴   |
| قهرمان      | ۲۱.   | ۲۰۲۱ | آزاد انگلیس                | جان هیگینز     | ۹–۸    |
| نایب قهرمان | ۱۳.   | ۲۰۲۱ | گراند پری جهانی            | رونی سالیوان   | ۸–۱۰   |
| قهرمان      | ۲۲.   | ۲۰۲۲ | قهرمانی بازیکنان           | بری هاوکینز    | ۱۰–۵   |
| قهرمان      | ۲۳.   | ۲۰۲۲ | تور قهرمانی (2)            | جان هیگینز     | ۱۰–۹   |
| قهرمان      | ٢۴.   | ٢٠٢۴ | آزاد انگلیس (2)            | وو ییزه        | ٩–٧    |
| قهرمان      | ٢۵.   | ٢٠٢۵ | گراند پری جهانی (2)        | استوارت بینگام | ١٠–٠   |
| قهرمان      | ٢۶.   | ٢٠٢۵ | صعودی مسترز                | رونی سالیوان   | ١٠–٩   |

### فینال‌های بی اثر در رتبه:۱۲ (۷ عنوان قهرمانی)[۱۴]
| فهرست اختصارات        |
| --------------------- |
| مسترز (۲–۲)           |
| قهرمان قهرمانان (۲–۱) |
| دیگر فینال‌ها (۳–۲)    |

| نتیجه       | شماره | سال  | رویداد                  | حریف در فینال | امتیاز |
| ----------- | ----- | ---- | ----------------------- | ------------- | ------ |
| قهرمان      | ۱.    | ۲۰۰۳ | مسابقات مقدماتی مسترز   | دامینیک دِیل   | ۶–۵    |
| قهرمان      | ۲.    | ۲۰۱۲ | مسترز                   | شان مورفی     | ۱۰–۶   |
| قهرمان      | ۳.    | ۲۰۱۲ | جنرال کاپ               | ریکی والدن    | ۷–۶    |
| نایب قهرمان | ۱.    | ۲۰۱۳ | مسترز                   | مارک سلبی     | ۶–۱۰   |
| نایب قهرمان | ۲.    | ۲۰۱۳ | قهرمانی جهان-۶ توپ قرمز | مارک دیویس    | ۴–۸    |
| نایب قهرمان | ۳.    | ۲۰۱۳ | جنرال کاپ               | مارک دیویس    | ۲–۷    |
| نایب قهرمان | ۴.    | ۲۰۱۵ | مسترز (2)               | شان مورفی     | ۲–۱۰   |
| قهرمان      | ۴.    | ۲۰۱۵ | قهرمان قهرمانان         | مارک آلن      | ۱۰–۵   |
| قهرمان      | ۵.    | ۲۰۱۷ | مسترز هونگ کونگ         | رونی سالیوان  | ۶–۳    |
| قهرمان      | ۶.    | ۲۰۱۹ | قهرمان قهرمانان (2)     | جاد ترامپ     | ۱۰–۹   |
| نایب قهرمان | ۵.    | ۲۰۲۰ | قهرمان قهرمانان         | مارک آلن      | ۶–۱۰   |
| قهرمان      | ۷.    | ۲۰۲۲ | مسترز (2)               | بری هاوکینز   | ۱۰–۴   |

## رویدادهای فصل ۲۰۲۲–۲۰۲۱
رابرتسون در نوامبر رقابت آزاد انگلیس را با شکست ۸–۹ جان هیگینز برنده شد. بعد از آن ماه، در صدد دفاع از عنوان قهرمانی سال قبل خود در رقابت‌های قهرمانی بریتانیا بود، اما در دور اول توسط جان استلی حذف شد. او به مرحله یک چهارم نهایی رقابت‌های قهرمان قهرمانان رسید، اما از کایرن ویلسون با نتیجه ۴–۶ شکست خورد و در فینال گرند پریکس ۲۰۲۱ در مقابل رونی سالیوان در حالی که با نتیجه ۸–۶ پیش افتاده بود در نهایت با نتیجه ۸–۱۰ بازی را واگذار کرد.
در نیمه نهایی مسترز ۲۰۲۲ رابرتسون با نتیجه ۱–۴ و سپس ۳–۵ از حریف خودمارک ویلیامز عقب افتاده بود و در فریم دیسایدر ۵–۵ درحالی‌که به ۲ اسنوکر نیاز داشت با یک بازگشت چشمگیر در نهایت پیروز شد. او پس از ضربه آخر خود در این بازی بسیار احساسی شد و در مصاحبه ای در پاسخ به اینکه چگونه چنین بازگشت بزرگی را رقم زده گفت:
 فقط هیچوقت ناامید نشو… هرگز هیچوقت هیچوقت ناامید نشو… هر بچه ای که داره اینو تماشا میکنه… هرکسی… مهم نیست که شرایط چطوری به نظر برسه[...]  شاید شما دیگه چنین بازگشت و پایانی رو در ورزش اسنوکر نبینید. واقعاً باورنکردنی بود و چند ساعت طول میکشه تا بفهمم چه اتفاقی افتاده! من به ۲ اسنوکر در ۵–۵ احتیاج داشتم. تنش بسیار بالا بود و ضربه آخر به توپ سبز یکی از پراسترس‌ترین ضربات من در تمام طول دوران حرفه ای ام بود[...]
در نهایت نیل رابرتسون با نتیجه ۴–۱۰ در برابر بری هاوکینز، قهرمانی رقابت‌های مسترز را پس از یک دهه دوباره به دست آورد.پس آن او مجدداً در فینال رقابت‌های قهرمانی بازیکنان ۲۰۲۲ با نتیجه ۵–۱۰ بری هاوکینز را شکست داده و قهرمان شد.
در آوریل از عنوان قهرمانی تور قهرمانی خود دفاع کرده و درحالی‌که در فینال این رقابت‌ها از جان هیگینز، ۸–۳ و سپس ۹–۴ عقب افتاده بود در یک بازگشت حماسی ۹–۱۰ پیروز و قهرمان شد.
در پایان فصل در رقابت‌های اسنوکر قهرمانی جهان، او پنجمین ماکزیمم بریک خود را در فریم نوزدهم در مقابل جک لیزوسکی ثبت کرد.هرچند در نهایت در فریم دسایدر در برابر جک لیزوسکی با نتیجه ۱۲–۱۳ از دور رقابت‌ها کنار رفت.این ماکزیمم بریک دوازدهمین بریک ماکزیمم در سالن کروسیبل و در مجموع ۱۷۶ امین امتیاز حداکثر در تاریخ اسنوکر بود.

## رویدادهای فصل ۲۰۲۳–۲۰۲۲
نیل رابرتسون در رقابت‌های لیگ قهرمانان در لستر شرکت نکرد. همچنین از شرکت در رقابت‌های مسترز اروپا و آزاد بریتانیا نیز خودداری کرد و در مصاحبه ای تأیید که در حال حاضر با این تصمیم برای فصل جدید راحت تر است:
  من قبلاً در هر مسابقه ای شرکت می‌کردم اما اکنون فقط برای سرگرمی بازی می‌کنم. من خانواده جوانی تشکیل داده‌ام پس نیازی ندارم این روزها در هر تورنومنتی شرکت کنم. خانواده من برایم مهم‌تر هستند آنها الهام بخش من برای پیروزی اند. 

## رویدادهای فصل ٢٠٢۵-٢٠٢۴
رابرتسون در سپتامبر ٢٠٢۴ در رویداد آزاد انگلیس مقابل وو ییزه چینی به قهرمانی رسید.
همچنین در ٩ مارس ٢٠٢۵ در سومین فینال گرند پری دوران حرفه ای خود با نتیجه ١٠-٠ استوارت بینگام را شکست داد و به اولین بازیکنی تبدیل شد که در ٢ فینال رنکینگی حریفان خود را بدون باخت هیچ فریمی شکست می دهد.پیش از این او در سال ٢٠٢٠ در فینال مسترز اروپا ژو یولانگ را با نتیجه ٩-٠ شکست داده بود. .
پیروزی در این بازی نیل رابرتسون را مجددا به ١۶ بازیکن برتر رنکینگ جهانی اسنوکر بازگرداند. 
رابرتسون قبل از شروع رقابت های قهرمانی جهان ٢٠٢۵ این موضوع را آشکار کرد که از سال گذشته به دلیل حذف شدن در مرحله انتخابی قهرمانی جهان٢٠٢۴، از یک روانشناس ورزشی کمک می گیرد و این موضوع به بهبود رنکینگ جهانی او در سال اخیر کمک زیادی کرده است.
در مسابقات قهرمانی جهان٢٠٢۵، او در دور اول با نتیجه ۱۰–۸ به کریس واکلین باخت و حذف شد. 

## رویدادهای فصل ٢٠٢۶-٢٠٢۵
رابرتسون در ابتدای این فصل در تورنمنت معتبر صعودی مسترز عربستان در فینال این رقابت ها مقابل رونی سالیوان درحالیکه ابتدا ٧-٢ پیش افتاده بود، ٨-٩ عقب افتاد، اما در نهایت موفق شد در فریم بسیار حساس دیسایدر بازی را ١٠-٩ پیروز ‌و برنده جایزه پانصدهزار پوندی این رقابت ها ‌شود. با این پیروزی اون به رنکینگ ٣ جهان صعود کرد.
او در انتهای این بازی با اشاره به اینکه سال گذشته درحالی در این تورنمت حذف شد که به رنک ٢٨ سقوط کرده بود اما امسال موفق به قهرمانی این رقابتها شد و این مسئله را موضوع مهمی برای جوانان این ورزش دانست که هرگز ناامید نشوند.

## ماکزیمم بریکها[۳۴][۳۵]
| شماره | سال  | رویداد              | حریف       |
| ----- | ---- | ------------------- | ---------- |
| ۱.    | ۲۰۱۰ | آزاد چین            | پیتر ابدون |
| ۲.    | ۲۰۱۳ | مقدماتی ووشی کلاسیک | محمد خَیری  |
| ۳.    | ۲۰۱۵ | قهرمانی بریتانیا    | لیانگ ونبو |
| ۴.    | ۲۰۱۹ | آزاد ولز            | جردن براون |
| ۵.    | ۲۰۲۲ | قهرمانی اسنوکر جهان | جک لیزَوسکی |